# Siemensbahn
Siemensbahn je bývalá linka S-Bahn v Berlíně. Dvoukolejná trať dlouhá 4,5 km byla otevřena v roce 1929. Navazovala na stanici Jungfernheide a obsluhovala tři nové železniční stanice – Wernerwerk, Siemensstadt a Gartenfeld. Provoz na této lince byl ukončen v roce 1980.

## Historie
Výstavbu trati financovala společnost Siemens & Halske, aby zlepšila přístup zaměstnanců do své čtvrti Siemensstadt ve Špandavě. Siemensstadt nebyl jen průmyslovou čtvrtí, ale i soukromým městem, které svým obyvatelům poskytovalo sociální služby, péči o děti, sportoviště, obchody nebo rekreační zařízení.
Plánování i výstavba Siemensbahn byla koordinována s Deutsche Reichsbahn. Stavba byla zahájena v roce 1927. Po dokončení v roce 1929 předal Siemens vlastnictví trati Deutsche Reichsbahn, která ji měla integrovat do sítě městských a příměstských železnic Berliner Stadt-, Ring- und Vorortbahnen. Tato nově elektrifikovaná síť byla v roce 1930 přejmenována na Berlin S-Bahn.
Na konci druhé světové války byl na trati zničen most přes řeku Sprévu. Jedna kolej byla sovětskou armádou odstraněna v rámci válečných reparací. Provoz nákladních vlaků, které původně jezdily po této koleji, se tak přesunul do nočních hodin na kolej pro osobní dopravu. V roce 1956 byla trať plně obnovena, Siemens se však v té době kvůli rozdělení Německa přestěhoval do Mnichova. Poté, co byla v roce 1961 vybudována Berlínská zeď, zůstala rozdělená síť S-Bahn na starost východoněmecké Deutsche Reichsbahn. Po desetiletích, kdy trať užíval jen nízký počet cestujících a kdy se do ní neinvestovalo, byl její provoz v září 1980 zastaven.
Siemensbahn je památkově chráněna jako historická technická památka.

## Možná obnova provozu
Existují plány na obnovení této linky, která by pak sloužila novému výzkumnému centru společnosti Siemens v původní lokalitě Siemensstadt i nově postaveným sídlištím. Už při původní výstavbě trati se počítalo s případným prodloužením za stanici Gartenfeld, přes různé návrhy na tuto dostavbu se však neuskutečnila. Siemens a vedení Berlína uvažovalo (k roku 2021) nejen o obnově provozu, ale i třech nových stanicích: Insel Gartenfeld, Daumstraße a Hakenfelde.

## Fotogalerie

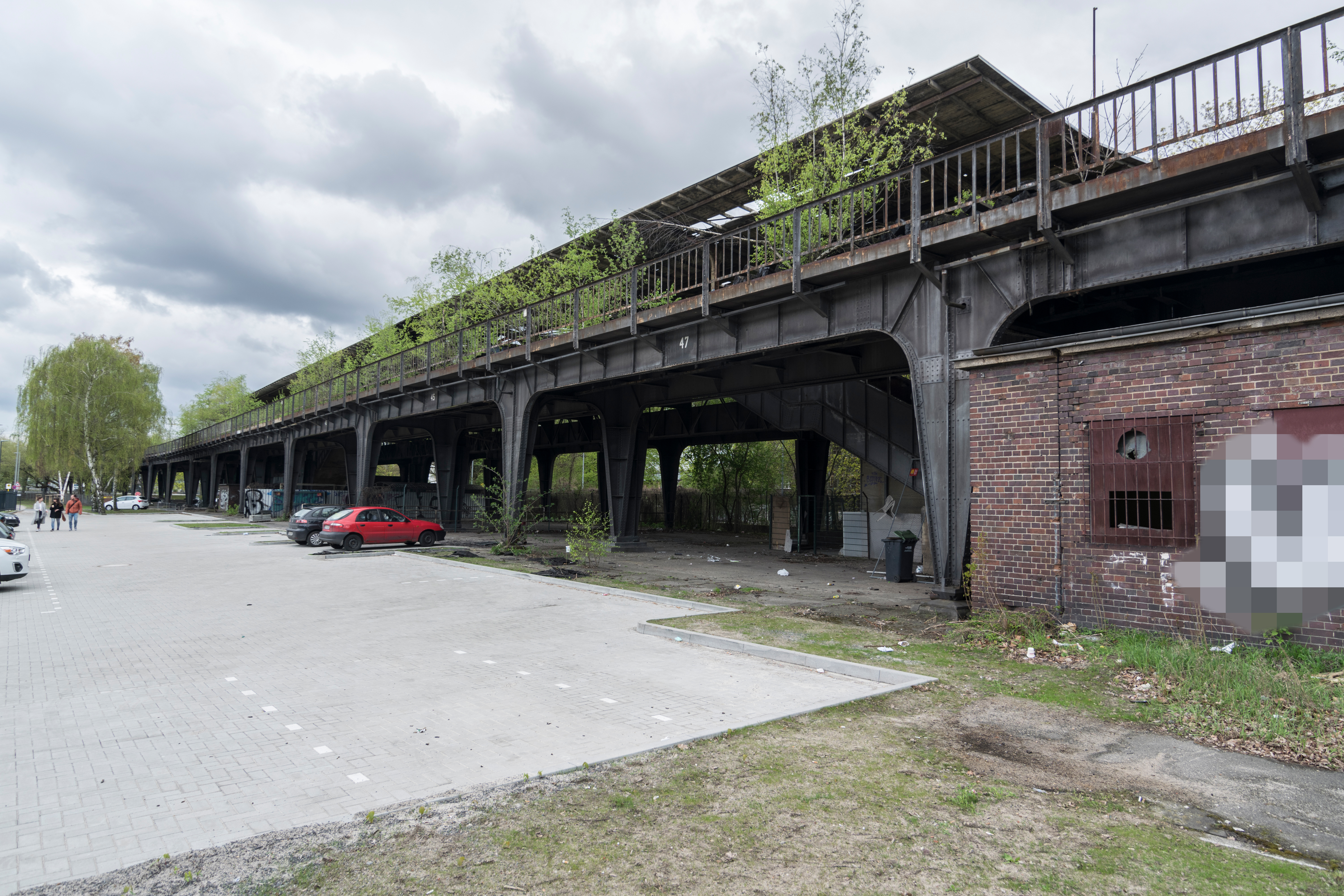
Stanice Wernerwerk (2017)
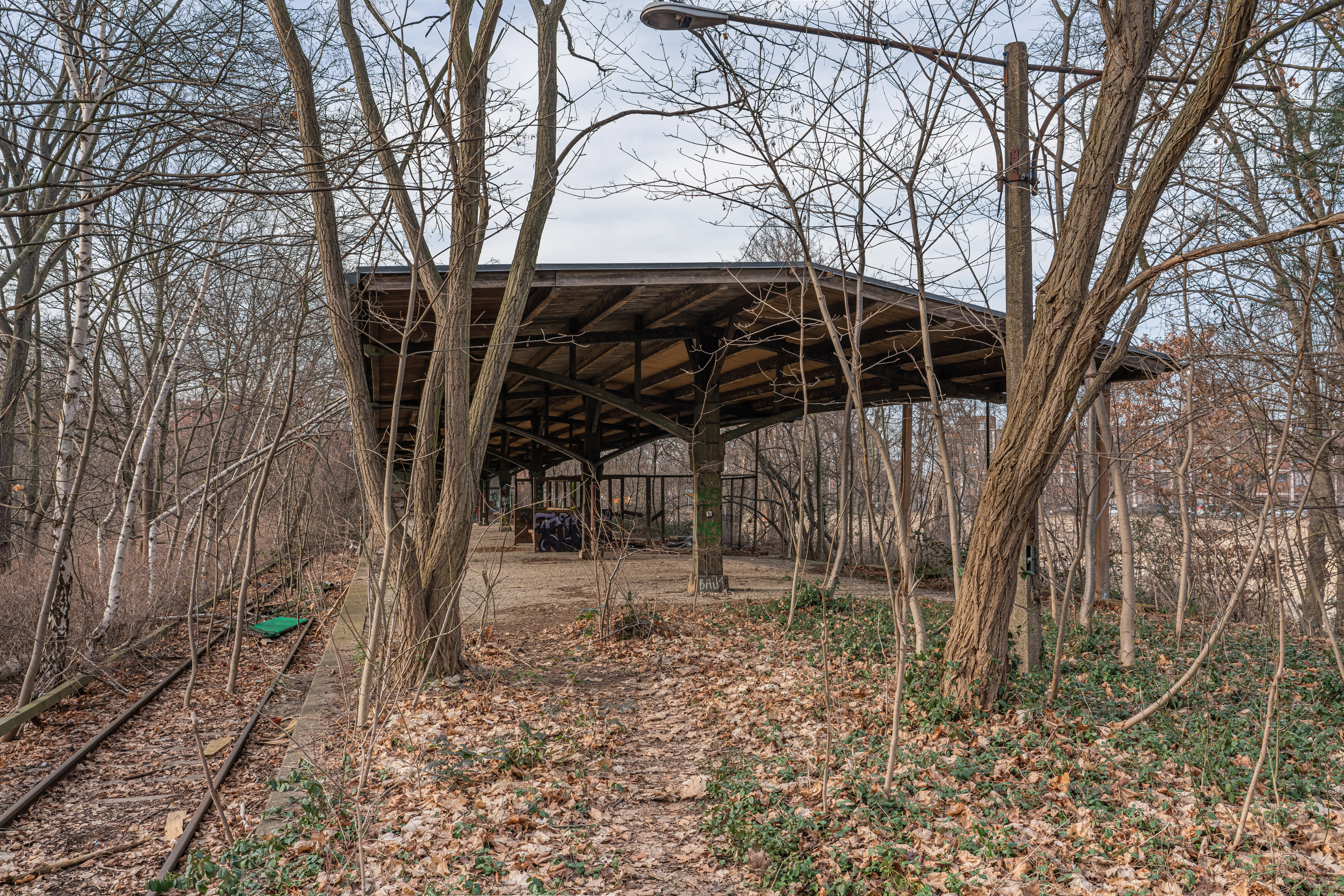
Konečná stanice Gartenfeld (2021)
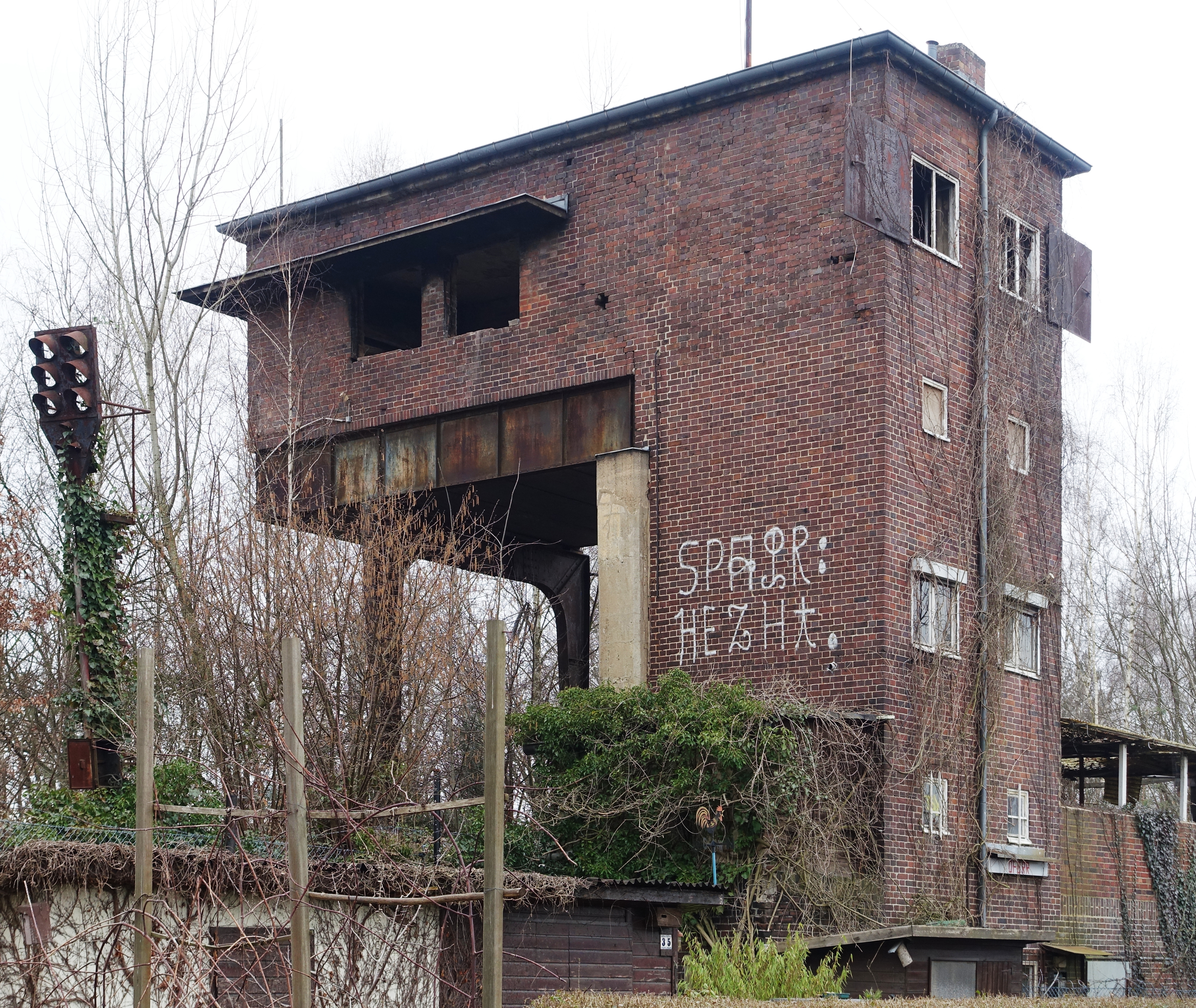
Opuštěná budova u stanice Gartenfeld
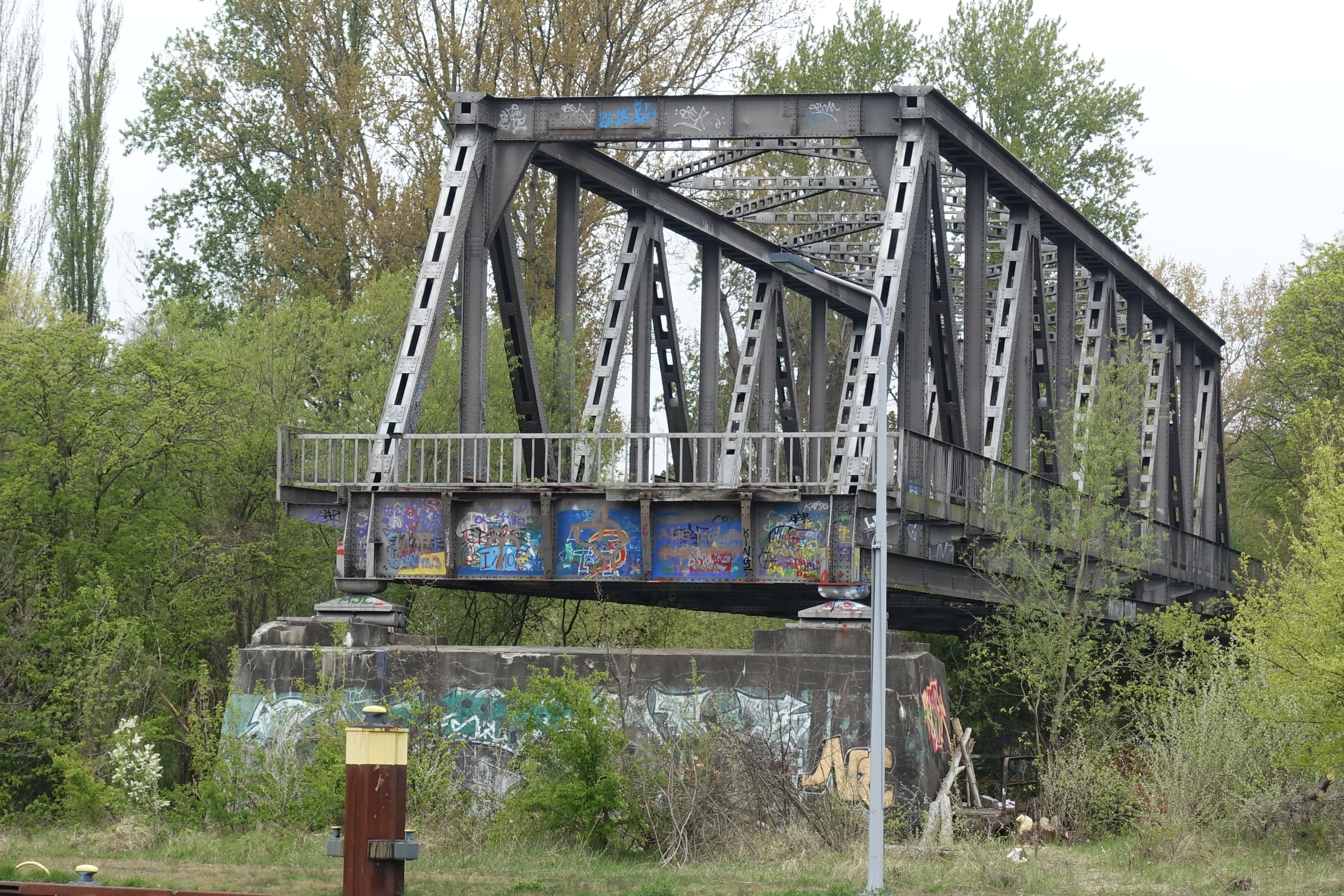
Železniční most přes Sprévu (2017)